# Parafia Najświętszej Maryi Panny Gwiazdy Morza w Ustce
Parafia pw. Najświętszej Maryi Panny Gwiazdy Morza w Ustce – parafia należąca do dekanatu Ustka, diecezji koszalińsko-kołobrzeskiej, metropolii szczecińsko-kamieńskiej. Siedziba parafii mieści się przy ulicy Armii Krajowej. Została utworzona 24 sierpnia 1990.

## Kościół parafialny
Kościół pw. Najświętszej Maryi Panny Gwiazdy Morza w Ustce
Kościół parafialny w budowie od 1990, poświęcony 21 października 2007.